# Tempo di vivere, tempo di morire
Tempo di vivere, Tempo di morire (Zeit zu leben und Zeit zu sterben) è un romanzo di Erich Maria Remarque ambientato durante la seconda guerra mondiale: è la storia di Ernst Graeber, un soldato tedesco che ritorna dal fronte sovietico con mille domande in testa sulla Germania, dove il nazismo non può essere cancellato con un colpo di spugna.
Fu pubblicato nel 1954 in tedesco, in una versione censurata; il libro fu ripubblicato integralmente in tedesco solo nel 1989. Dal romanzo fu tratto nel 1958 un film di produzione americana, Tempo di vivere diretto da Douglas Sirk, nel quale lo stesso Remarque compare nel ruolo del vecchio professor Pohlmann, un insegnante di religione dichiaratamente avverso al regime nazista.
Il titolo originale del romanzo (Zeit zu leben und Zeit zu sterben, "tempo per vivere e tempo per morire") è tratto da un verso biblico del terzo capitolo dell'Ecclesiaste.

## Trama
Il protagonista è un giovane e robusto soldato tedesco, Ernst Graeber, che accetta quasi controvoglia una licenza di due settimane dal fronte russo e ritorna alla sua città natale, Werden (con riferimenti a Osnabrück, città natale di Remarque). Dal contesto si può capire che le vicende si svolgono per intero in un breve arco di tempo, durante la primavera del 1943 o 1944, ma non vengono citate date precise. Ernst trova la città quasi totalmente distrutta dai bombardamenti alleati, compresa la casa dei suoi genitori. Si mette quindi alla loro ricerca, aiutato dal commilitone Böttcher, che costituisce una controfigura in qualche misura comica di Graeber, in cerca della moglie dispersa.
Nella sua vana ricerca dei genitori (probabilmente morti in un bombardamento) incontra una giovane donna, Elisabeth Kruse, della quale si innamora, sposandola e vivendo con lei un breve interludio di felicità, perlopiù incentrato sul cibo che i due riescono a procurarsi in un clima di privazioni che va generalizzandosi. Elisabeth, una ragazza sulla ventina con i capelli color mogano e gli occhi scuri, è la figlia di un dottore internato nei campi di concentramento, che vive in casa sua come una reclusa, sotto il controllo della signora Lieser, fervente nazista. Ernst la sottrae a questa prigionia semi-volontaria, dalla quale potrebbe fuggire ma cui si costringe per fedeltà verso il padre, atteggiamento che sulle prime il giovane non comprende.
Ernst è cresciuto nella fiducia verso il regime e ha combattuto su diversi fronti, come la Francia e il Nordafrica. Anche grazie alle parole di Fresenburg, un vecchio soldato volontario oramai disilluso, inizia però a porsi degli interrogativi esistenziali sull'insensatezza della guerra, sulla sconfitta, la cui inevitabilità inizia a diventargli chiara solo ritornato a casa, sulle corresponsabilità dei suoi commilitoni e dell'intero popolo tedesco nei crimini nazisti e sul futuro del suo paese e più in generale dell'umanità. Mano a mano si rende conto, seppur confusamente, del clima di sospetto reciproco instaurato dal regime e della distanza tra la realtà e ciò che la propaganda ammannisce.
Il romanzo quindi può essere classificato come un Entwicklungsroman, "romanzo di formazione" in un'accezione più ampia di quella riservata al Bildungsroman.
Risposte ai suoi quesiti gli vengono fornite direttamente da Pohlmann, vero e proprio catalizzatore che compare a metà del libro, e indirettamente dal comportamento di alcuni compatrioti come Alfons Binding, suo vecchio conoscente diventato Kreisleiter delle Sturmabteilung. Questi, ben diverso dalle sadiche SS che raccontano con compiacimento le torture effettuate su inermi, è l'emblema della banalità del male incarnato in persone di per sé mediocri, interessate unicamente al guadagno personale e allo status sociale, che abdicano alle proprie responsabilità nascondendosi dietro l'obbedienza agli ordini ricevuti. La relazione di Ernst con Binding, che lo ha in simpatia e gli fa molti favori, dimostra anche come sia difficile sottrarsi all'essere in qualche misura complici del sistema.
La licenza finisce e Graeber deve tornare al fronte. Qui si trova a dover sorvegliare dei russi sospettati di essere partigiani, che tratta umanamente e che gli propongono di tradire, visto che la Germania sta chiaramente per essere sconfitta, ma lui rifiuta. L'esercito sovietico sta per sfondare e Steinbrenner, prodotto perfetto della propaganda di partito, gli ordina di uccidere a sangue freddo i russi. Graeber a questo punto compie un atto di ribellione al regime, risultato finale del percorso interiore da lui intrapreso, e uccide lo spietato nazista. Si tratta di un atto puntiforme nell'immensità del conflitto, ma è tutto ciò che può fare. Uno dei partigiani fuggendo si volta e lo ferisce a morte. L'ultima cosa che Ernst vede prima di morire è una piccola pianta, a simboleggiare la speranza nel futuro e la forza della natura, che sopravvive all'insensatezza degli atti umani. Graeber è pur sempre un omicida e in qualche misura è stato corresponsabile dei crimini nazisti. L'unica cosa che può fare è resistere e ribellarsi come individuo, senza avere comunque la certezza di fare la cosa giusta. La speranza in un futuro libero dal male è affidata al figlio che probabilmente Elisabeth aspetta da lui.

## Edizioni
- Tempo di vivere, Tempo di morire, traduzione di Ervino Pocar, Collana Medusa n.336, Milano, Mondadori, 1954.
- Tempo di vivere, Tempo di morire, traduzione di Ervino Pocar, Collana Biblioteca, Vicenza, Neri Pozza, 2017, ISBN 978-88-545-1168-2.